# Mætningsdykning
Mætningsdykning (også saturationsdykning efter det engelske saturation diving) er en dykkerdisciplin, hvor den enkelte dykker er holdt under tryk i længere perioder – op til 28 dage ad gangen.

## Hvorfor mætningsdykning
Mætningsdykning anvendes hvor der er behov for at udføre dykkeropgaver på store dybder – typisk mellem 50 og 200 meter. Begrebet mætning refererer til det fænomen at dykkerens krop optager den maksimalt mulige mængde inaktive gas (overvejende nitrogen) og dermed er mættet.
Mætningsdykning har den fordel, at det giver længere arbejdstider (bundtider) og dermed er mere økonomisk idet dykkeren ikke skal bruge store mængder tid på dekomprimering mellem hver dyk.
Typiske steder hvor mætningsdykninger anvendes er ved boreplatforme, undervands-rør og kabler og bjærgningsoperationer på store dybder.

## Mætningsdykningens udførsel
Mætningsdykkeren lever i hele dykkerperioden under bund-trykket. Ved arbejder på 120 meter er trykket 13 atm.
Et dykkerskib er udstyret med en tryktank, hvor mætningsdykkerne lever og en moon-pool hvor en lukket dykkerklokke kan kobles fra tryktanks-systemet og sænkes ned på arbejdsdybden.

Et mætningsdyks forløb kan være som følger:
- Dykkeren anbringes i en transportsluse (en sektion af tryktanken, der ikke er særligt stor) og trykkes langsomt ned til 120 meter.
- Når "dybden" er nået i transportslusen, føres dykkeren ind i opholdsrummet, hvor dykkeren opholder sig i de perioder dykkeren ikke arbejder. Mad og drikkevarer føres ind via en særlig medicinsluse (en lille sluse der kan tryksættes meget hurtigt) eller transportslusen.
- Dykkeren iklædes dykkergrej og værktøj anbringes på klokken ude fra. Dykkeren kravler op i klokken og lugerne i både klokken og tryktanken lukkes. Klokke-kraven trykudlignes med det omgivende tryk.
- Klokken løftes af kammeret og sænkes – typisk gennem en bundluge i skibet – ned på arbejdsdybden.
- Dykkeren kontrollerer at trykket uden for klokken er det samme som inden i klokken og såfremt det er åbner bund lugen og forlader klokken.
- Dykkeren tager nu værktøjet og påbegynder arbejdet.
- Efter endt arbejdet returnerer dykkeren til klokken, lukker lugen og klokken hejses op på skibet, hvor den anbringes på klokke-kraven.
- Når trykket i kraven er udlignet, kontrolleres det fra både klokken og kammeret og er det i orden, åbnes begge luger. Dykkeren kan nu forlade klokken og kravle ned i kammeret.

## Uddannelse
En mætningsdykker er normalt en uddannet og rutineret erhvervsdykker, med en ekstra uddannelse på 4-6 uger.